# ۶۵۹ (خورشیدی)
۶۵۹ ششصد و پنجاه و نهمین سال هجری خورشیدی است.